# Итон ап Инир Гвент
Итон I (валл. Iddon; лат. Itonus (VI век) — король Гвента, правил во времена Тейло.

## Биография
Поскольку Гвент находился недалеко от владений англосаксов, Итон однажды решился напасть на них. В сражении при Ллантилио Кроссенни (что внутри территории Гвента) он наверняка был бы разбит, если бы не молитвы святого Тейло (ум.560), благодаря которым он смог победить. Ещё рассказывают, что однажды Итон отправился на север, в Аберфрау, чтобы отомстить за смерть сестры Дивуг от руки мужа..
Упоминается в качестве свидетеля в нескольких хартиях Книги из Лландафа, где, жертвует землю Арвистлу, епископу Гвента, оставил фундамент, то есть Лангоед (южнее Биелта) в приходе Ллис-Вен, что в кантреве Истрад Иу, в Брихейниоге.